# ヴィクトル・ユゴー駅
ヴィクトル・ユゴー駅（ヴィクトル・ユゴーえき、Victor Hugo）は、フランス・パリ16区にあるパリメトロ2号線の駅。ヴィクトル・ユゴー広場の地下にある。

## 歴史
- 1900年12月13日、2号北線ポルト・ドフィーヌ駅 - エトワール駅（現在のシャルル・ド・ゴール＝エトワール駅）間開通に伴い、開業。
- 1907年10月14日、2号北線が2号線と改称される。
- 1931年、新型車両に対応するため、カーブ上にあったホームをエトワール駅方の現在の位置に移設。

## 隣の駅
パリメトロ
■2号線
ポルト・ドフィーヌ駅（Porte Dauphine） - ヴィクトル・ユゴー駅 - シャルル・ド・ゴール＝エトワール駅（Charles de Gaulle - Étoile）